# Shadows Are Security
Shadows Are Security är det amerikanska metalcore-bandet As I Lay Dyings tredje studioalbum. Det släpptes i juni 2005 på Metal Blade Records och i Japan samt i specialutgåva med bonus-DVD. Singlarna "Confined" och "Through Struggle" föregick albumet. Till dessa samt "The Darkest Nights" spelades även in musikvideor.
Med Shadows Are Security tog sig As I Lay Dying för första gången in på Billboard-listan, på plats 35.
Albumet var bandets första med gitarristerna Nick Hipa och Phil Sgrosso. Den senare spelade även elbas och medproducerade skivan. Daniel Weyandt från metalcorebandet Zao bidrog med gästsång. Som med föregångaren stod Jacob Bannon (Converge) för albumonslaget.

## Låtlista
1. "Meaning in Tragedy" – 3:12
2. "Confined" – 3:11
3. "Losing Sight" – 3:24
4. "The Darkest Nights" – 3:51
5. "Empty Hearts" – 2:49
6. "Reflection" – 3:11
7. "Repeating Yesterday" – 4:02
8. "Through Struggle" – 3:58
9. "The Truth of My Perception" – 3:06
10. "Control Is Dead" – 2:56
11. "Morning Waits" – 3:56
12. "Illusions" - 5:48

## Medverkande
Musiker
- Tim Lambesis – sång
- Nick Hipa – gitarr
- Phil Sgrosso – gitarr, basgitarr
- Jordan Mancino – trummor

Bidragande musiker
- Jason Moody – sång
- Daniel Weyandt – sång
- Matt Mentley – bakgrundssång
- Tommy Garcia – bakgrundssång
- Dave Arthur – sång

Produktion
- Tim Lambesis – producent
- Phil Sgrosso – producent
- Steve Russell – producent
- Kevin Puig – pre-production
- Danny De La Isla – redigering
- Andy Sneap – mixning, mastering
- Jacob Bannon – omslagskonst, design
- Kevin Estrada – foto